# Пинокио (сериал)
„Пинокио“ (на корейски: 피노키오; на английски: Pinocchio) е южнокорейски сериал, който се излъчва от 12 ноември 2014 г. до 15 януари 2015 г. по SBS.

## Сюжет
Че Ин Ха е млада жена, която страда от синдрома „Пинокио“, който я кара да хълца, когато говори лъжи. Тя решава да кандидатства за репортер, с убеждението че казването на истината ще я излекува. Че Дал По е красив, добре сложен, красноречив и с остър ум младеж, който работи в новинарския екип. Заради зле поддържания му вид и прическа никой не му дава шанс да се изяви като репортер. Со Бом Джо е богат наследник, който е получавал всичко на готово, а Юн Ю Ре е много добра в отразяването на новини. Четиримата правят екип от млади репортери, борещи се за истината...

## Актьори
- И Джонг-сок – Че Дал-по / Ки Ха-мьонг
- Парк Шин-хе – Че Ин-ха
- Ким Йонг-куанг – Со Бом-джо
- И Ю-би – Юн Ю-ре